# Acrilonitrilo
El acrilonitrilo es un líquido sintético, incoloro, de olor penetrante parecido al de la cebolla o al ajo. Puede disolverse en agua y se evapora rápidamente.
El acrilonitrilo (otros nombres usados: acrilón, cianoetileno, fumigrano, propilenonitrilo, BCN, Bentox, cianuro de vinilo, AN) es usado para fabricar otras sustancias químicas tales como plástico. Una mezcla de acrilonitrilo y tetracloruro de carbono fue usada como pesticida en el pasado; sin embargo, todos los usos como pesticida han cesado.
Actualmente se utiliza para la fabricación de fibras textiles resistentes a los agentes atmosféricos y a la luz solar.
Recientemente se ha descubierto que hay concentraciones relativamente grandes de este compuesto en la atmósfera y en la superficie de la luna Titán. Un equipo de investigadores incluso ha sugerido que dicha molécula podría ser la base para la formación de membranas celulares de una vida basada en el metano líquido que tanto abunda en dicho satélite.

## Síntesis
El acrilonitrilo se produce por la amoxidación catalítica de propileno, también conocido como proceso SOHIO. En 2002, la capacidad de producción mundial se estimó en 5 millones de toneladas por año. El acetonitrilo y el cianuro de hidrógeno son subproductos importantes que se recuperan para la venta. De hecho, la escasez de acetonitrilo 2008-2009 fue causada por una disminución en la demanda de acrilonitrilo.
En el proceso SOHIO, el propileno, el amoníaco y el aire (oxidante) se pasan a través de un reactor de lecho fluidizado que contiene el catalizador a 400-510 °C y 50-200 kPag. Los reactivos pasan a través del reactor solo una vez, antes de enfriarse en ácido sulfúrico acuoso. El exceso de propileno, monóxido de carbono, dióxido de carbono y dinitrógeno que no se disuelven se ventila directamente a la atmósfera o se incinera. La solución acuosa consiste en acrilonitrilo, acetonitrilo, ácido cianhídrico y sulfato de amonio (por exceso de amoníaco). Una columna de recuperación elimina el agua a granel, y el acrilonitrilo y el acetonitrilo se separan por destilación. Históricamente, uno de los primeros catalizadores exitosos fue el fosfomolibdato de bismuto soportado sobre sílice como catalizador heterogéneo. Desde entonces se han realizado mejoras adicionales

## Problemática medioambiental
A nivel medioambiental, la producción de acrilonitrilo requiere un catalizador con metales Bi y Mo como residuo sólido que se recupera posteriormente en una planta de recuperación de metales, ya que el reciclaje es conveniente dada la peligrosidad de estos metales sobre el medio ambiente.
En referencia a la producción de residuos líquidos, se produce acetonitrilo en aguas residuales que son almacenadas en una piscina dentro de la misma planta. De allí pasaran a contactores biológicos dispuestos en serie. También se produce HCN que tiene un tratamiento químico, de neutralización. Posteriormente, todos estos efluentes pasarán a una depuradora de aguas industriales.
Los efluentes gaseosos que se han de tener en cuenta son los que quemen en el cremador: hidrocarburos, sobre todo propileno, que producen emisiones de CO y CO2.

## Seguridad e higiene
El Acrilonitrilo es altamente inflamable. En caso de incendio se desprenden humos (o gases) tóxicos e irritantes.  Las mezclas vapor/aire son explosivas. Existe riesgo de incendio y explosión en contacto con bases fuertes o ácidos fuertes. 
Por ello, en la producción de acrilonitrilo se tendrá que tener en cuenta una serie de factores referidos a seguridad e higiene, como son las protecciones contra incendios dentro de la planta de producción, límites exteriores de las instalaciones, seguridad en tuberías, venteo de los tanques, seguridad en los tanques de almacenamiento y en las zonas de carga y descarga, sobre todo en la protección de riesgos profesionales frente a los productos a tratar (acrilonitrilo, acetonitrilo, HCN y ácido sulfúrico).
El contacto prolongado o repetido puede producir sensibilización de la piel. La sustancia puede afectar al sistema nervioso central y al hígado. Esta sustancia es carcinógena para los seres humanos. 